# 55 Bar

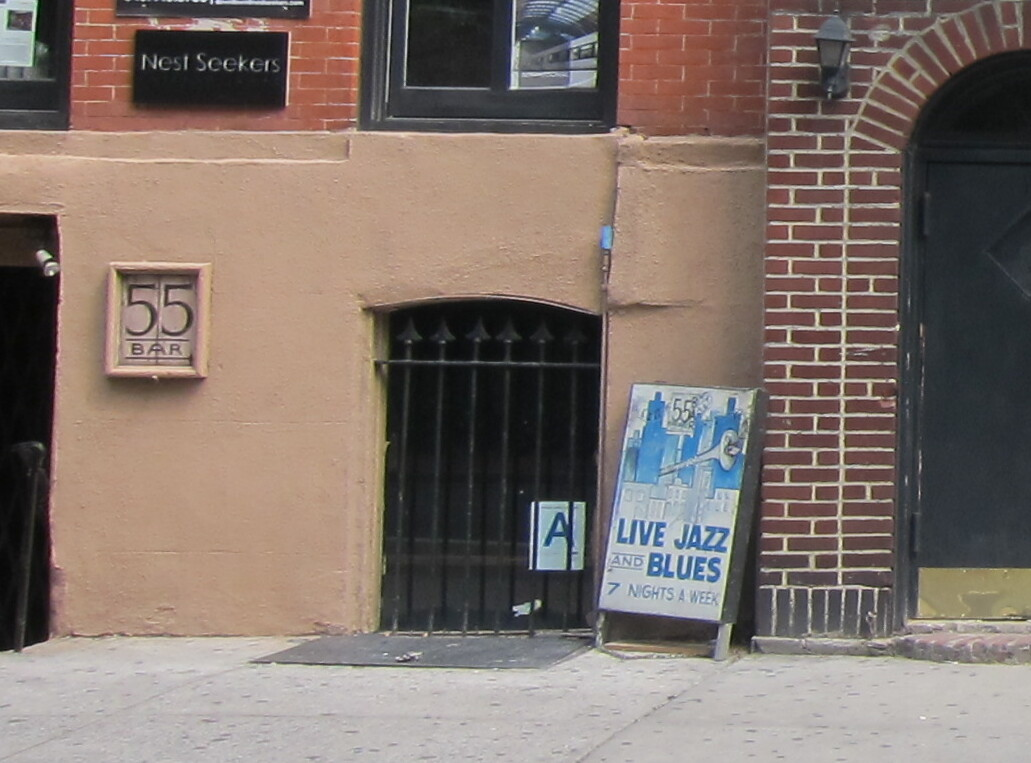
55 Bar (2012)

55 Bar war ein Jazzclub, der sich im New Yorker Stadtteil Manhattan befand.
Die 55 Bar, benannt nach der Hausnummer (55 Christopher Street), befindet sich im Greenwich Village in Manhattan. In diesem Gebäude existierte seit 1919 (und auch während der Prohibition) Schiller’s Liquor Bar. 1971 starb in der 55 Bar der Musiker Gary McFarland, möglicherweise an einer Überdosis flüssigen Methadons. In der 55 Bar spielten in den 1980er Jahren Leni und Mike Stern sowie Wayne Krantz, seit den 1990er-Jahren auch u. a. Jonathan Kreisberg und Vic Juris. Ende Mai 2022 musste die 55 Bar schließen.
Krantz spielte dort mehrere Livealben ein wie 2 Drink Minimum (enja, 1995), Greenwich Green (1998) und Your Basic Live (2002); des Weiteren nahmen dort Musiker wie Laurent Medelgi, J. D. Walter, David Binney und zuletzt Noah Preminger (Pivot: Live at the 55 Bar, 2015) und Ben Monder (Live at the 55 Bar, 2021) Alben auf.